# 阿美利加納泰
阿美利加納泰(América de Natal)是一間位於北里奧格蘭德納泰市的巴西足球球會，於1915年7月14日成立。
阿美利加納泰的同市宿敵為ABC足球會。

## 歷史
他們第一個錦標於1919年奪得，當年他們擊敗了ABC足球會而奪得州聯賽的冠軍。
在2005年，他們於丙組聯賽排第三，獲得升上乙組的資格。
在2006年，他們於乙組聯賽排第四，獲得升上甲組的資格。

## 榮譽
- 東北聯賽冠軍: 1998
- 州聯賽冠軍: 1919, 1920, 1922, 1926, 1927, 1930, 1931, 1946, 1948, 1949, 1951, 1952, 1956, 1957, 1969, 1974, 1975, 1977, 1979, 1980, 1981, 1982, 1987, 1988, 1989, 1991, 1992, 1996, 2002, 2003

## 球場
阿美利加納泰的主場位於馬查達奧球場，能容納52,000人。目前因為保安的原因，減少到22,000人。

## 外部連結
- 官方網站 （页面存档备份，存于）